# Jan Chrystian Bockshammer
Jan Chrystian Bockshammer (ur. 27 maja 1733 w Cieszynie, zm. 13 listopada 1804 w Twardogórze) – ewangelicki pisarz, nauczyciel, tłumacz, wydawca, pastor i kaznodzieja.

## Życiorys
Był synem Jana Chrystiana, nauczyciela w cieszyńskiej szkole. Uczył się w Cieszynie, później (od roku 1752) studiował teologię na uniwersytecie w Jenie. Od 1757 roku nadworny kaznodzieja protestancki w Gośćcu (Goschnütz), od 1764 roku także pastor i senior w Twardogórze, gdzie m.in. poświęcił się pracy przekładczej i wydawniczej.

## Twórczość
Przetłumaczył liczne prace z języka niemieckiego na język polski i odwrotnie. Na język niemiecki przetłumaczył np. dzieła Samuela Dambrowskiego i Historię naturalną Królestwa Polskiego Remigiusza Ładowskiego.

### Ważniejsze utwory
- Erster Unterricht in dem christlichen Glauben, powst. przed rokiem 1770, wyd. 1772; także w jęz. polskim pt. Nauka o wierze oraz okolicznościowe kazania, wyd. 1770; wyd. 2 w roku 1774.
- Ueber den Tod der Frau Johanne Theodore Bockshammern, geb. Langern. Den 13 April 1772 / [Johann Christian Bockshammer, Pastor und Senior zu Festenberg. Im December 1773] : Brieg : gedruckt bey Johann Ernst Tramp

### Przekłady
- Sarganck: Historia pasyjna, wyd. 1765
- Ernest: Christliche Disciplin aus dem Lateinischen, wyd. 1773
- J. K. Lavater: Sittenbüchlein für das Gesinde, Wrocław 1773
- A. J. Pomorzkant: Rede bei dem Leichenbegängnisse des Durchlauchtigsten Fürsten und Herrn August Sulkowski... gehalten zu Reissen den 28-ten Febr. 1786. Aus dem Pohlnischen übersetzt..., Wrocław 1786
- R. Ładowski: Naturgeschichte des Königreichs Pohlen aus dem Pohlnischen übersetzt, Graz-Salzburg 1793.

### Prace edytorskie
- S. Dambrowski: (Postylla chrześcijańska, tj.) Kazania albo wykłady porządne świętych ewangeliej, wyd. 2, Brzeg 1772; wyd. następne: Brzeg 1789; Wrocław 1797; Brzeg 1798; Brzeg 1810; wyd. 6 Brzeg 1824
- Kancjonał zawierający w sobie pieśni chrześcijańskie..., na Śląsku zwyczajne... z starodawnych jako i świeżo przetłumaczonych i złożonych zebrane, Brzeg 1776; wyd. następne: "edycja wtora", Brzeg 1779; pt. Kancjonał zawierający w sobie pieśni chrześcijańskie porządkiem słusznym tak z starodawnych, jako i świeżo przetłumaczonych i złożonych zebrane, z przydatkiem modlitw, także z sumariuszem katechizmowym i rejestrami potrzebnymi..., Brzeg (1780); wyd. 6 Brzeg 1790; do roku 1848 – 19 edycji; przedmowę przedr.: Z. Florczak, L. Pszczołowska Ludzie Oświecenia o języku i stylu, t. 2, Warszawa 1958; w układzie kancjonału pomagali pastorzy: J. W. Zasadius (Sassadiusz) z Sycowa i J. Chuć (Kutsch) z Byczyny; Chuć przerobił ponadto kancjonał Bockshammera i wydał go pt. Pieśnioksiąg, czyli Kancjonał ewanielicki dla Boga czczenia, Brzeg brak roku wydania; wyd. 2 Oleśnica 1836.